# کوجی داته
کوجی داته (انگلیسی: Koji Date؛ زادهٔ november ۲۳, ۱۹۸۷ (۳۷ سال)) موسیقی‌دان اهل ژاپن است. وی از سال ۲۰۰۷ میلادی تاکنون مشغول فعالیت بوده‌است.